# Сине-жёлтый ара
Сине-жёлтый ара (лат. Ara ararauna) — птица из семейства попугаевых.

## Внешний вид
Длина тела 80—95 см, крыла — 37—40 см, хвоста — 52 см; вес 900—1300 г. Верхняя часть оперения тела ярко-голубая, бока шеи, грудка и живот оранжево-жёлтые. Кроющие перья хвоста ярко-голубые. Горло чёрное. Щёки спереди неоперённые серо-белые с чёрными полосками. Лоб зелёный. Клюв чёрный, очень сильный и способен лущить орехи и перегрызать ветви деревьев. Ноги буровато-чёрные. Радужка соломенно-жёлтая. Голос громкий и резкий, созвучен с названием птицы.

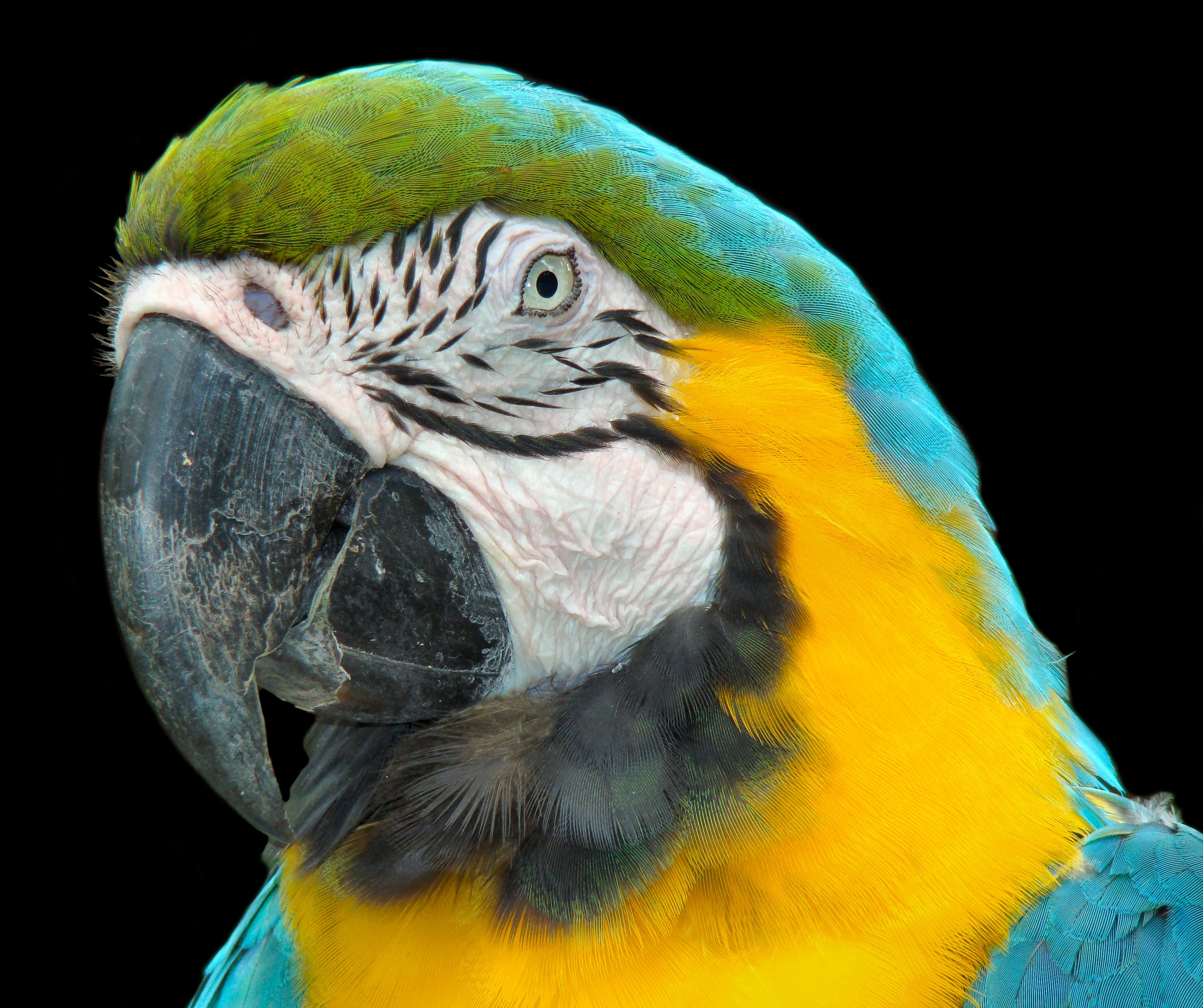
Голова сине-жёлтого ара

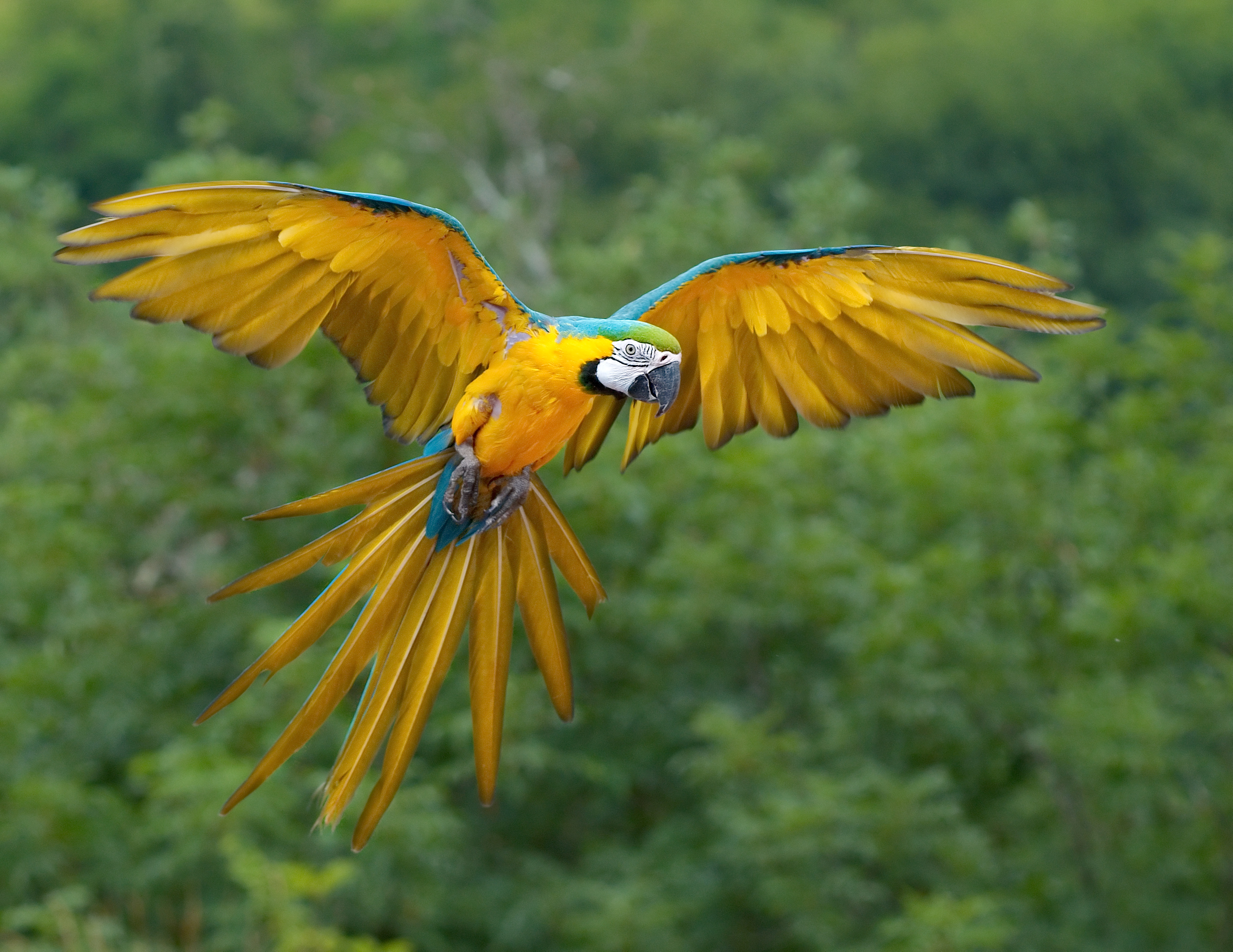
Попугай ара в полёте

## Распространение
Гнездится от восточной части Панамы до Бразилии и Северного Парагвая. Предположительно, на Тринидаде эта птица вымерла.

## Образ жизни
Населяет девственные тропические леса, предпочитая прибрежные области рек. Селится также в горных долинах до субальпийских лугов. Очень привязан к местам своего обитания. Кормиться вылетает рано утром в места, удалённые от гнезда на 25 км, и возвращается после заката. Ведет парный или одиночный образ жизни, стай не образует. Держится в кронах высоких деревьев.

## Размножение

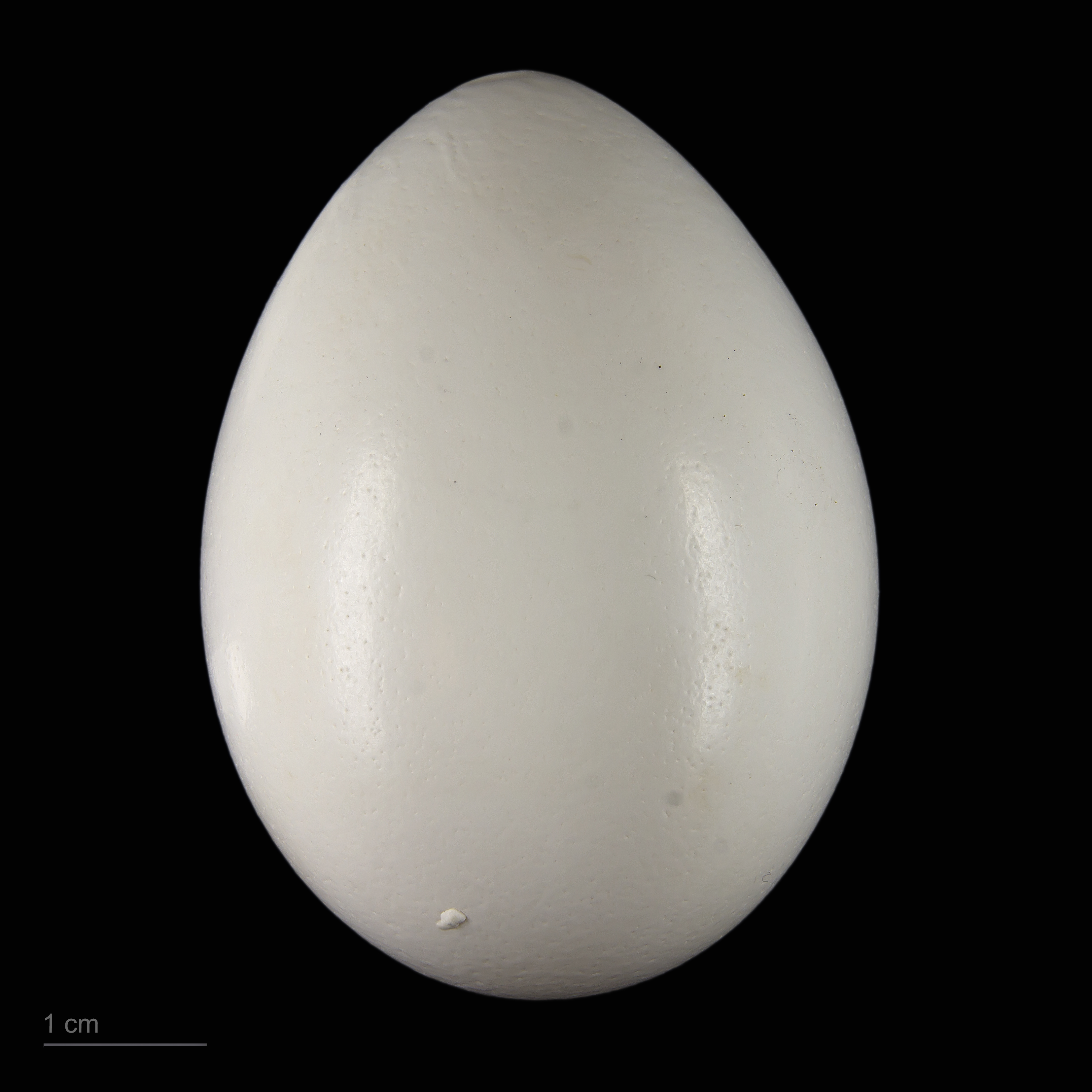
Яйцо сине-жёлтого ара

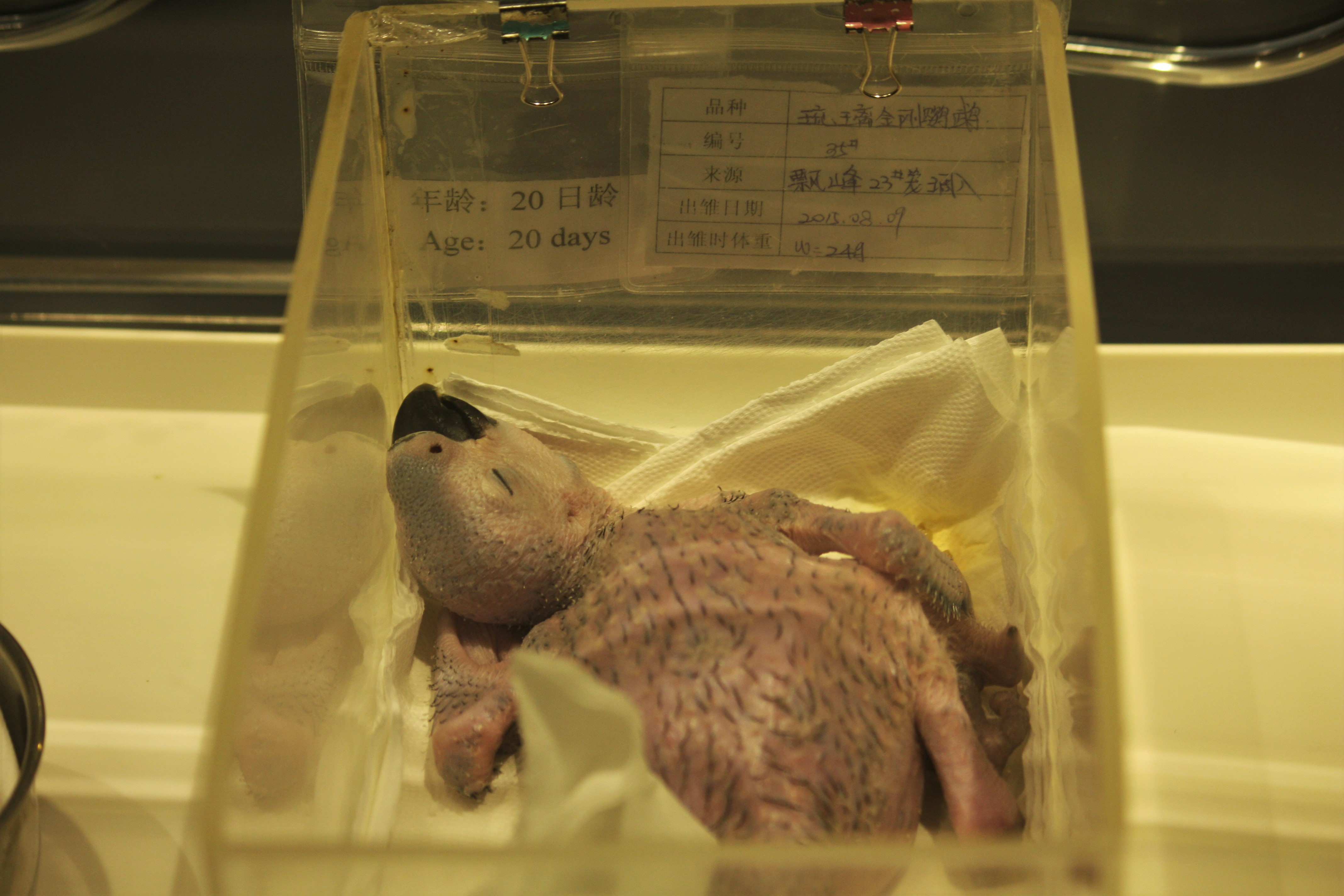
Птенец ара 20-дневного возраста

Брачный период с декабря по март. Гнездятся очень высоко в дуплах деревьев, чаще всего пальм, строят гнёзда на ветках. Далеко от гнездовья, как правило, не улетают. В кладке 2—3 яйца, но бывает и до 5. Насиживает самка в течение 24—30 дней. Молодые птицы покидают гнездо в возрасте около 3 месяцев, но родители опекают их ещё 2—3 месяца, после чего те переходят к самостоятельной жизни. По окраске молодые птицы почти не отличаются от взрослых, но имеют более светлый клюв и серо-коричневый цвет радужки.

## Содержание
Молодые очень хорошо приручаются. С давних времён их приручали коренные жители, у которых он принадлежал к числу любимых птиц. В Европе известны с XVII века. Способны произносить несколько десятков слов. Популярны как домашние животные из-за красоты и возможности подражать человеческой речи, трудны в содержании и требуют большого внимания, в отличие от традиционных питомцев — собак и кошек. Очень интеллектуальны.
Обладают сильным крикливым голосом, чем создают неудобства для соседей (отвлекают игрушками и общением). Постоянно грызут различные предметы, перекусывая даже стальную проволоку.
Питаются разнообразной растительной пищей: орехи, семечки, злаки, фрукты и овощи (в том числе и сушёные), зелень и т. д.
Некоторые пищевые продукты (вишнёвые косточки, авокадо, шоколад и кофе) ядовиты для птиц.